# Tanya Tagaq Gillis
Tanya Tagaq Gillis, znana też jako Tagaq (ur. 1977) – inuicka śpiewaczka z Kanady, która wykonuje tradycyjny śpiew inuickich kobiet, polegający na wydobywaniu rytmicznych dźwięków z krtani (tzw. throat singing).
Zaczęła śpiewać w wieku 15 lat i wkrótce stała się popularną uczestniczką festiwali folkowych w Kanadzie, jednak najbardziej znana jest ze swojej współpracy z Björk (wspólne trasy koncertowe oraz gościnny występ na albumie Medúlla). Występowała także z Kronos Quartet i Shooglenifty. 28 sierpnia 2008 roku odbyła się premiera nowego albumu Auk/Blood (Krew).

## Dyskografia
- Sinaa (2005)
- Auk/Blood (2008)
- Animism (2014)
- Retribution (2016)